# Augusto Gil
Augusto Gil (ur. 31 lipca 1873, zm. 26 lutego 1929 w Guardzie) – portugalski prawnik i poeta.

## Życiorys
Augusto César Ferreira Gil urodził się 31 lipca 1873. Studiował prawo na Uniwersytecie w Coimbrze. Przez całe życie był związany był z miastem Guarda. Tam też zmarł 26 lutego 1929. Jako poeta pozostawał pod wpływem parnasizmu i symbolizmu.

## Twórczość
Augusto Gil był autorem tomików: Musa Cérula (1894), Versos (1898), Luar de Janeiro (1909), O Canto da Cigarra (1910), Sombra de Fumo (1915), O Craveiro da Janela (1920), Avena Rústica (1927) i Rosas desta Manhã (1930). Napisał też kronikę Gente de Palmo e Meio (1913). Jego najbardziej znanym wierszem jest Balada da Neve. Napisał też wiersz O Passeio de Santo António (Spacer świętego Antoniego).